# Санд-Пойнт (Аляска)
Санд-Пойнт (англ. Sand Point) — город в боро Восточные Алеутские острова, штат Аляска, США. Население по данным переписи 2010 года составляет 976 человек.

## География
Расположен на северо-западном побережье острова Попов, который входит в архипелаг Шумагина. По данным Бюро переписи населения США общая площадь города составляет 75,0 км², из них примерно 20,2 км² — суша и 54,8 км² — водные поверхности.
Климат города характеризуется как приполярный океанический. Самые тёплые месяцы в году — июль и август, со средним максимумом 14,2 °C; самый холодный месяц — февраль, со средним минимумом −2,8 °C. Средняя годовая норма осадков составляет 1135 мм.

## Население
По данным переписи 2000 года население города составляло 952 человека. Расовый состав: коренные американцы (42,33 %), белые (27,73 %), афроамериканцы (1,47 %), азиаты (23,21 %), население островов Тихого океана (0,32 %), представители другой расы (2,21 %), представители двух и более рас (2,73 %). Доля лиц в возрасте младше 18 лет — 20,4 %; лиц от 18 до 24 лет — 8,6 %; лиц от 25 до 44 лет — 41,5 %; лиц от 45 до 64 лет — 26,3 % и лиц старше 65 лет — 3,3 %. Средний возраст населения — 36 лет. На каждые 100 женщин приходится 165,2 мужчин.
Из 226 домашних хозяйств в 39,3 % — воспитывали детей в возрасте до 18 лет, 45,4 % представляли собой совместно проживающие супружеские пары, в 15,7 % семей женщины проживали без мужей, 31,9 % не имели семьи. 25,8 % от общего числа семей на момент переписи жили самостоятельно, при этом 3,9 % составили одинокие пожилые люди в возрасте 65 лет и старше. В среднем домашнее хозяйство ведут 2,67 человек, а средний размер семьи — 3,17 человек.
Средний доход на совместное хозяйство — $55 417; средний доход на семью — $58 000. Средний доход мужчины — $20 000; средний доход женщины — $22 500; средний доход на душу населения — $21 954.
Динамика численности населения города по годам:
| 1940 | 1950 | 1960 | 1970 | 1980 | 1990 | 2000 | 2010 |
| ---- | ---- | ---- | ---- | ---- | ---- | ---- | ---- |
| 99   | 107  | 254  | 360  | 625  | 878  | 952  | 976  |

## Экономика
Экономика Санд-Пойнта основана на рыболовстве и переработке рыбы. В городе базируется крупнейший рыболовецкий флот Алеутских островов.

## Достопримечательности
Из достопримечательностей города можно отметить православную часовню св. Николая, построенную в 1930-е годы. В 1980 году часовня была включена в Национальный реестр исторических мест США.